# Slavíkov (Budětsko)
Slavíkov je malá vesnice, část obce Budětsko v okrese Prostějov. Nachází se asi 1,5 km na východ od Budětska. V roce 2009 zde bylo evidováno 48 adres. V roce 2001 zde trvale žilo 62 obyvatel.
Slavíkov leží v katastrálním území Budětsko o výměře 5,81 km2.

## Obyvatelstvo

### Struktura
Vývoj počtu obyvatel za celou obec i za jeho jednotlivé části uvádí tabulka níže, ve které se zobrazuje i příslušnost jednotlivých částí k obci či následné odtržení.
| Místní části   | Místní části  | 1869 | 1880 | 1890 | 1900 | 1910 | 1921 | 1930 | 1950 | 1961 | 1970 | 1980 | 1991 | 2001 | 2011 |
| -------------- | ------------- | ---- | ---- | ---- | ---- | ---- | ---- | ---- | ---- | ---- | ---- | ---- | ---- | ---- | ---- |
| Počet obyvatel | část Slavíkov | 163  | 204  | 219  | 216  | 195  | 176  | 164  | 116  | 129  | 102  | 86   | 64   | 62   | 61   |
| Počet domů     | část Slavíkov | 29   | 35   | 36   | 35   | 35   | 35   | 35   | 40   | 0    | 30   | 26   | 37   | 37   | 37   |

## Fotogalerie

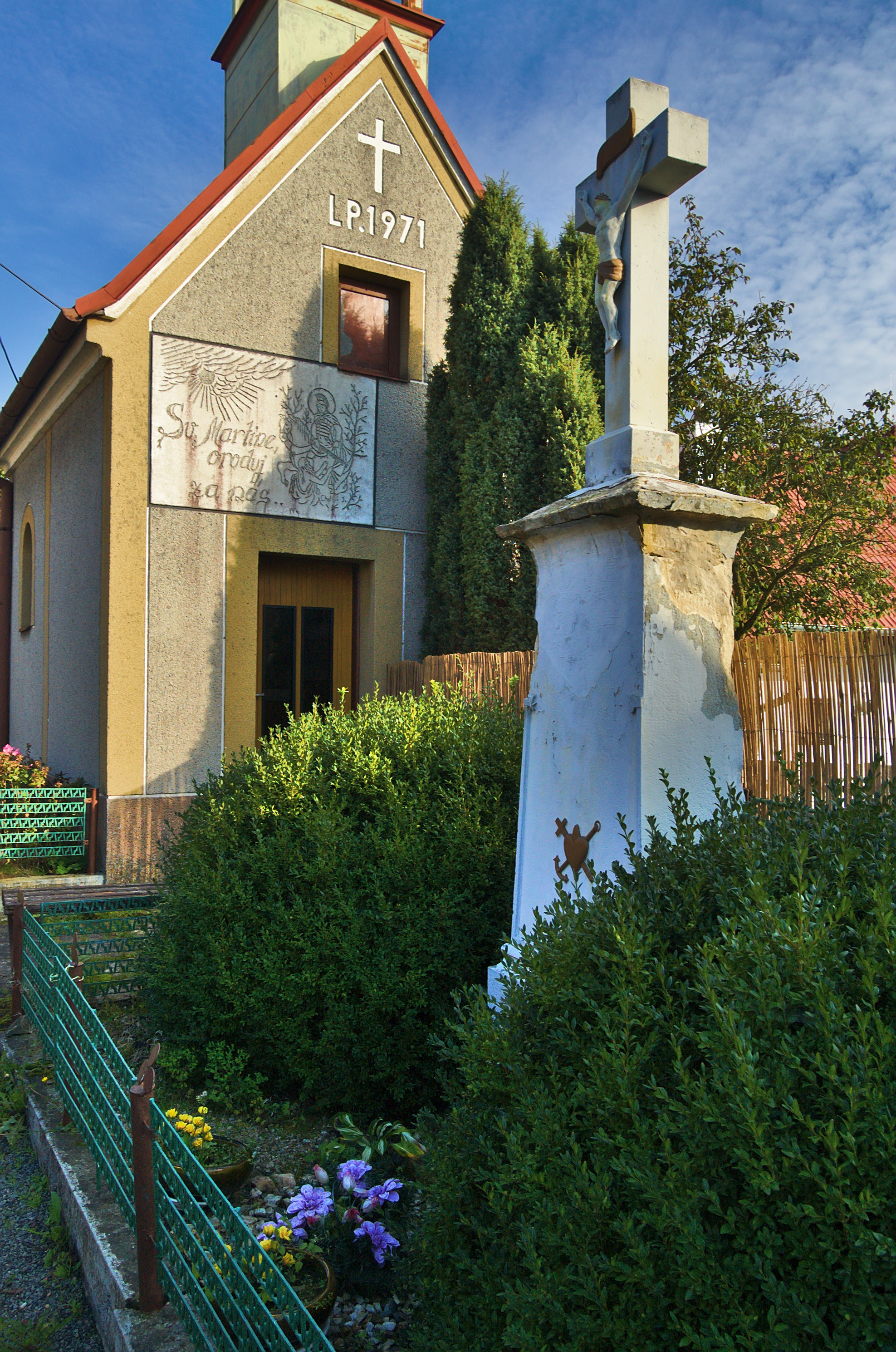
Kříž před kaplí
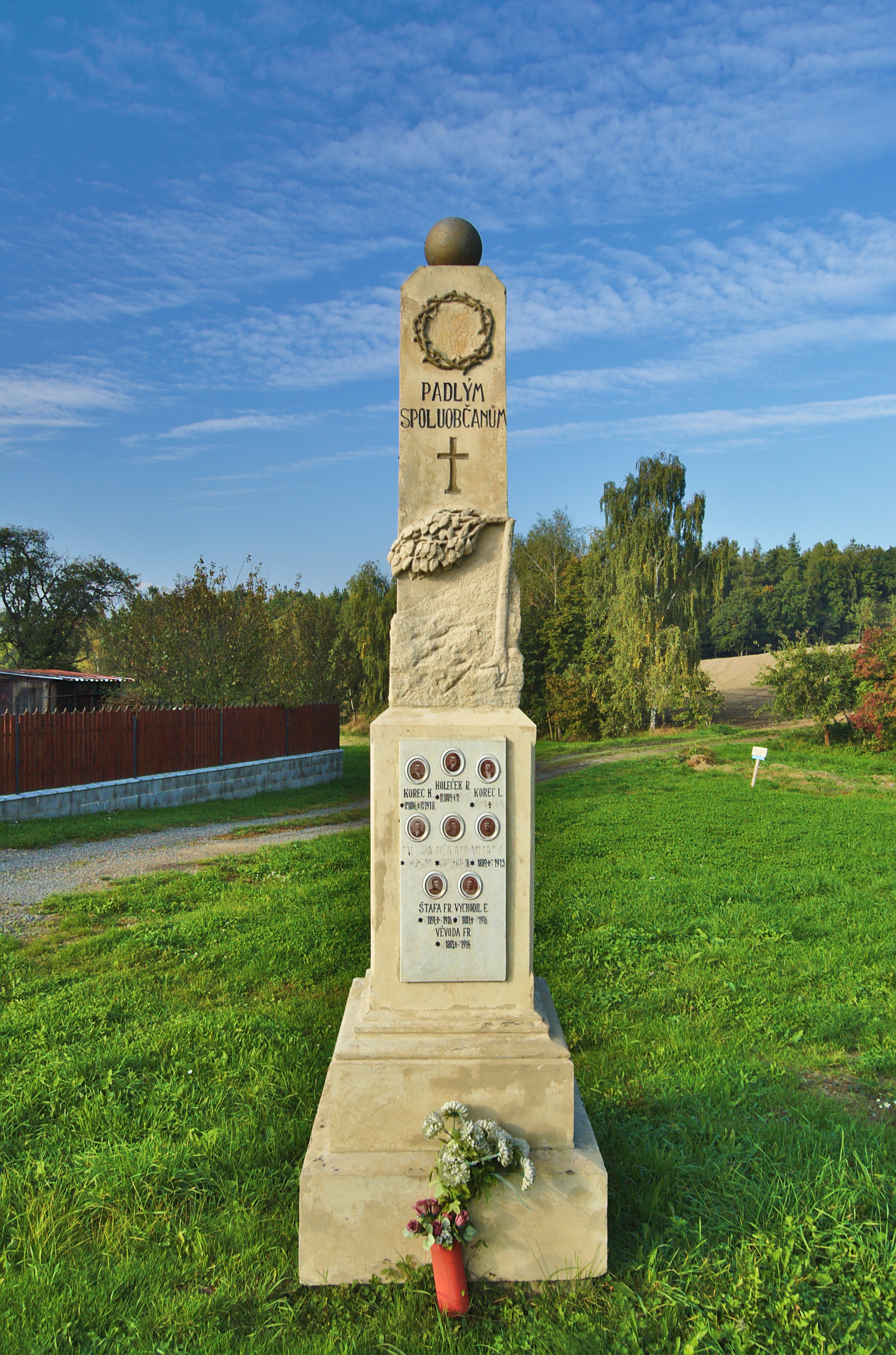
Památník obětem první světové války
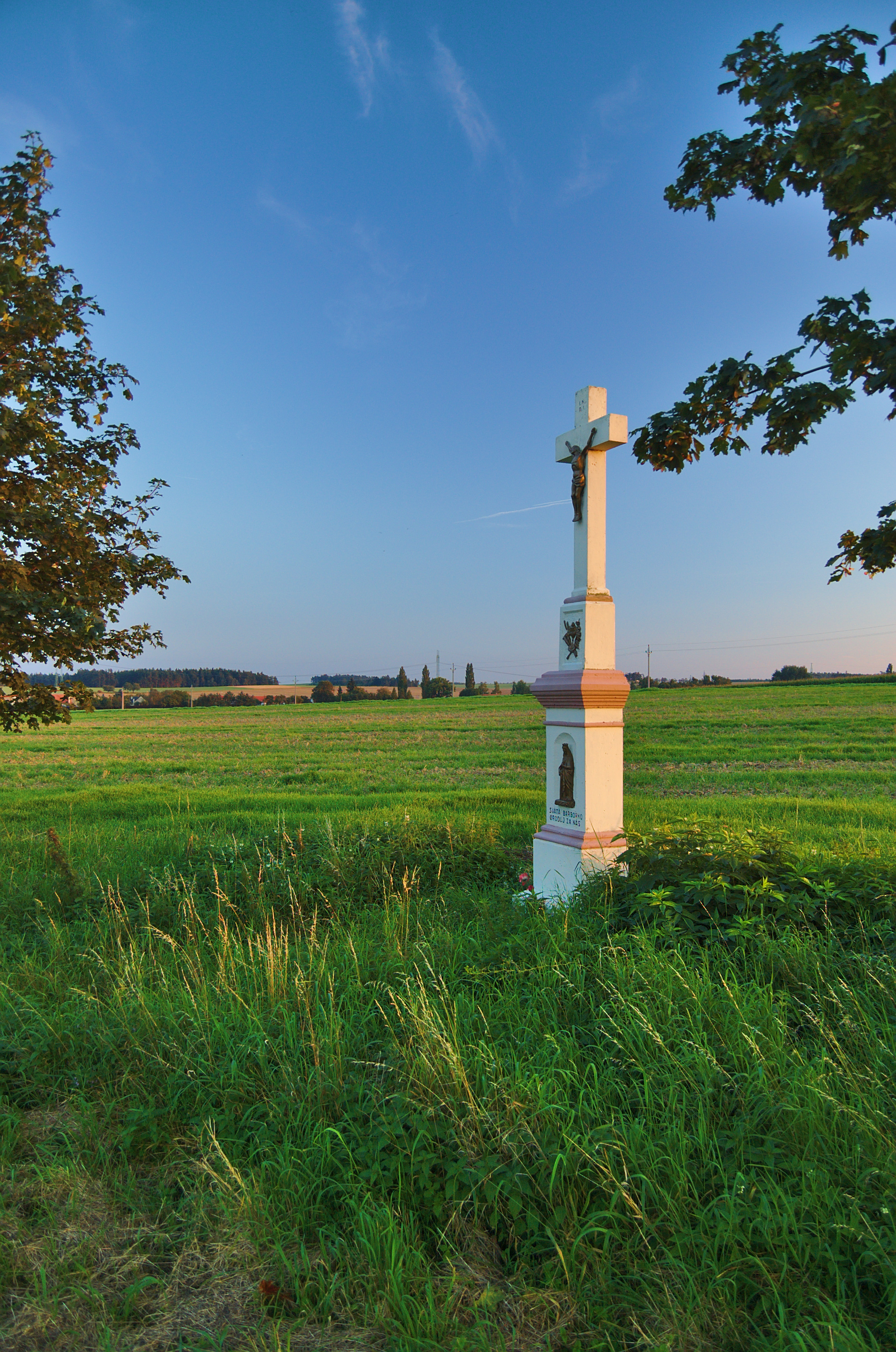
Kříž naproti odbočce z hlavní silnice na Slavíkov